# グリズリー岩本
グリズリー岩本（グリズリーいわもと、1968年2月7日 - ）は、日本の元女子プロレスラー。本名は岩本 久美子（いわもと くみこ）。東京都大田区出身。プロレス入門では1年後輩のバイソン木村は高校時代の部活の1年先輩である。

## 経歴・戦歴
1985年
- 6月6日、北海道・帯広市総合体育館において、対堀田祐美子、浅生恭子組戦でデビュー。デビュー戦のパートナーは宇野久子。

1986年
- 7月18日、6人タッグながら初めてメインを務め、クラッシュギャルズと対戦した。
- 7月22日、同期入門選手11人で行われた佐藤真紀メモリアル・トーナメントの決勝で惜しくも石黒泰子に敗れ準優勝。
- 8月9日、先輩からリングアウト勝ちながら初勝利をあげた。対戦相手は永友香奈子。

1987年
- 6月28日、空位となっていた全日本タッグ王座をドリル仲前とのコンビで獲得。
- 8月5日、若手選手のみでの興行「未来闘争 IN 後楽園 〜プレリュード〜」を開催。同期入門選手7人で行われたトーナメントで優勝。

1988年
- 1月7日、ダンプ松本に造反したメンバーでヒールマスク集団ザ・ダイナマイトを結成。リングネームをダイナマイト・ベアに改名。
- 2月4日、ザ・ダイナマイトから脱退、素顔に戻りリングネームを岩本久美子に戻す。ダイナマイト・ベアというリングネームは豊田記代が引き継いだ。
- 2月25日、ブル中野率いる獄門党に加入し、空位となっていたWWWA世界タッグ王座をブル中野とのコンビで獲得。

1989年
- 8月24日、バイソン木村とともにジ・アウトサイダースを結成。リングネームを岩本久美子からグリズリー岩本に改名。
- 12月9日、アジャ・コングとのコンビで再度、WWWA世界タッグ王座を獲得。

1990年
- 10月、全日本女子プロレスを退団。

1998年
- 元プロレスラーのグリズリー岩本と明かした上で、SMクラブのSM嬢麗奈女王として雑誌に登場。公称24歳[1]。

2004年
- 8月21日、キャットファイトのリングで復帰。現在は消息不明。

## 得意技
- アバランシュ・ホールド
- DDT
- ラリアート
- 獅子舞ヘッドバット

## テーマ曲
- ジャニスの夢（AMAZONS）

## タイトル歴
- WWWA世界タッグ王座（第86代 - パートナーはブル中野、第92代 - パートナーはアジャ・コング）
- 全日本タッグ王座（第4代 - パートナーはドリル仲前）